# C4ISR
C4ISRとは、あらゆる情報を統合的に活用して軍事活動を行う軍事用語の一つ。4つのC、つまり指揮（Command）、統制（Control）、通信（Communication）、コンピューター（Computer）と、情報（Intelligence）、監視（Surveillance）、偵察（Reconnaissance）を指す。具体的には、標的に対して陸・海・空・宇宙から情報を収集し、その情報が統合的に巨大スクリーンにリアルタイムに映し出される。これにより標的の動きを予測した作戦を立てることが可能となる。日本では2007年から導入を開始した。